# Łopiennik Górny
Łopiennik Górny (dawniej: Łopiennik Lacki) – wieś w Polsce położona w województwie lubelskim, w powiecie krasnostawskim, w gminie Łopiennik Górny.
Łopiennik Liaczki był wsią starostwa krasnostawskiego w 1570 roku.
W latach 1954–1972 wieś należała i była siedzibą władz gromady Łopiennik Górny, po reaktywowaniu gmin, gminy Łopiennik Górny. W latach 1975–1998 miejscowość administracyjnie należała do województwa chełmskiego.
Miejsce urodzenia polskiego duchownego, arcybiskupa Bolesława Pylaka.
Wieś stanowi sołectwo gminy Łopiennik Górny. Według Narodowego Spisu Powszechnego (III 2011 r.) wieś liczyła 434 mieszkańców.
Wierni Kościoła rzymskokatolickiego należą do parafii św. Bartłomieja w Łopienniku.